# 熙元 (阮補)
熙元（1379年），是越南陈朝北江路起事领袖阮補的年号，共计1年。阮补称为唐郎紫衣，以法术僭号称王，建元熙元，并铸熙元通宝、宋元通宝、景元通宝等钱。最终阮补被陈朝镇压而“伏诛”。

## 纪年
| 熙元     | 元年       |
| -------- | ---------- |
| 公元     | 1379年     |
| 干支     | 己未       |
| 越南陈朝 | 昌符三年   |
| 明朝     | 洪武十二年 |